# Димка, Бука Сука
Бука Сука (Букар Сува) Димка (йоруба Buka Suka Dimka, англ. Bukar Suka Dimka; 1940, Колониальная Нигерия — 15 мая 1976, Лагос) — подполковник армии Нигерии, организатор государственного переворота 13 февраля 1976 года против генерала Мурталы Мухаммеда.

## Биография
Родился около 1940 года и принадлежал к этнической группе ангас.
В 1963 году окончил годичный курс обучения в австралийской военной школе в Портси, став одним из двух первых нигерийских офицеров, получивших военное образование в Австралии. Вернулся в Нигерию в чине второго лейтенанта. Проходил службу в военном училище нигерийской армии в Кадуне.
В июле 1966 года был одним из активных участников так называемого «контрпереворота», свергнувшего установленный полугодом ранее режим генерала Иронси. Действовал во главе вооружённого отряда в регионе своей дислокации, пользуясь поддержкой своего старшего брата — заместителя начальника полиции Кадуны. Наряду с лейтенантом Сани Абачей обвинялся в этнических чистках — расстреле солдат, принадлежавших к национальности игбо.

## Покушение на президента
Переворот был организован с целью свержения 4-го президента Нигерии Мурталы Мухаммеда. Генерал Муртала Мухаммед, пришедший к власти в результате бескровного переворота в июле 1975 года, изменил направление политики Нигерии: стал поддерживать просоветское Народное движение за освобождение Анголы — Партия труда, произвёл аресты ряда чиновников под предлогом борьбы с коррупцией, аннулировал спорные результаты переписи населения 1973 года. Среди определённых кругов росло недовольство его политикой. В то же время считается, что заговор против Мухаммеда был инспирирован предыдущим главой государства, генералом Якубу Говоном, с которым Бука Сука Димка состоял в родстве (его старший брат, занимавший к этому времени должность начальника полиции штата Квара, был женат на сестре Говона).
13 февраля автомобиль «Мерседес-бенц», в котором находились президент, его адъютант, водитель и ординарец, был обстрелян в пригороде Лагоса. Все находившиеся в нём были убиты.
Мятежниками была захвачена радиостанция «Радио Нигерия». Подполковник Бука Сука Димка выступил с обращением к нации. Свой приход к власти он объяснил разгулом коррупции, внесудебными арестами, неспособностью правительства эффективно править страной.
Вскоре войска, оставшиеся верными правительству, разгромили мятежников. В ходе военного трибунала подполковник Димка обвинил в организации заговора Говона и заявил, что встречался с ним в Лондоне для получения инструкций; Великобритания не удовлетворила запрос Нигерии о выдаче Говона, и в дальнейшем с него были сняты обвинения. Димка и 38 наиболее активных его сторонников (как военных, так и гражданских лиц) были расстреляны. К власти пришёл генерал-лейтенант Олусегун Обасанджо.